# Dendrobeania
Dendrobeania är ett släkte av mossdjur som beskrevs av Levinsen 1909. Dendrobeania ingår i familjen Bugulidae.
Släktet Dendrobeania indelas i:
- Dendrobeania birostrata
- Dendrobeania curvirostrata
- Dendrobeania decorata
- Dendrobeania elegans
- Dendrobeania elongata
- Dendrobeania exilis
- Dendrobeania fessa
- Dendrobeania flustroides
- Dendrobeania formosissima
- Dendrobeania frigida
- Dendrobeania fruticosa
- Dendrobeania hispidum
- Dendrobeania japonica
- Dendrobeania klugei
- Dendrobeania lamellosa
- Dendrobeania laxa
- Dendrobeania levinseni
- Dendrobeania lichenoides
- Dendrobeania longispinosa
- Dendrobeania multiseriata
- Dendrobeania murmanica
- Dendrobeania murrayana
- Dendrobeania orientalis
- Dendrobeania ortmanni
- Dendrobeania pseudexilis
- Dendrobeania pseudolevinseni
- Dendrobeania pseudomurrayana
- Dendrobeania quadridentata
- Dendrobeania sessilis
- Dendrobeania simplex
- Dendrobeania sinica